# ほけんの窓口グループ
ほけんの窓口グループ株式会社（ほけんのまどぐちグループ）は、東京都千代田区丸の内に本社を置く、来店型の保険代理店を運営する企業である。保険ショップ事業、訪問相談事業、通信販売事業、保険募集パートナー事業、銀行アライアンス事業を手掛けている。
また、『ほけんの窓口』というブランド名で主に保険の見直しや保険相談を請け負い、サービスを提供している。尚、登録商標であるため、店名としての掲示、商品名としての表示は制限されるが、一般名称として他社が「保険の窓口」など説明や記載することは制限されない。

## 概要
ソニー生命でトップセールスマンとなった今野則夫が、販売代理店として独立して創業。保険の見直しや保険相談が気軽にできる「来店型保険ショップ」という新形態が大成功し、一気に支店網を広げ急成長を果たした。しかし、内定していた株式公開前に今野に対する脱税疑惑が浮上。今野は社長を退任し、その後東京地検特捜部から消費税法違反で在宅起訴された。これにより、社長は窪田泰彦会長が兼任する体制となった。
2014年7月3日、伊藤忠商事がほけんの窓口グループの発行済株式の24.2%を取得。同社を持分法適用関連会社としたと発表した。
複数の保険会社の商品の中から中立の立場で提案することをモットーとしているとされるが、これに対しては疑念が報じられている。2009年の北都銀行などとの提携を端緒に、地方銀行や証券会社と提携して合同店舗を設けるケースも散見される。

## 沿革
- 1995年（平成7年）4月 - 株式会社ライフプラザホールディングスとして設立。
- 2000年（平成12年）3月 - 横浜市の港北ニュータウンに1号店を開店。
- 2006年（平成18年）11月 - 株式会社みんなの保険プラザをグループ会社として設立。
- 2007年（平成19年）7月 - 株式会社ほけん生活、株式会社ほけんの専門店をグループ会社として設立。
- 2008年（平成20年）7月1日 - 株式会社保険パートナーズジャパンの全発行済株式を取得[16]。
- 2009年（平成21年）
  - 2月13日 - 東京スター銀行の銀行代理業者となる[17]。
  - 4月1日 - グローバルインシュアランス株式会社を吸収合併[18]。
  - 6月30日 - 株式会社ほけん生活、株式会社ほけんの専門店および株式会社みんなの保険プラザを吸収合併[19]。
- 2010年（平成22年）7月1日 - 株式会社ライフプラザマーケティングを吸収合併[20]。
- 2011年（平成23年）3月31日 - 東京スター銀行の銀行代理業許可が失効する[17]。
- 2012年（平成24年）4月1日 - 社名をほけんの窓口グループ株式会社に変更[21]。
- 2013年（平成25年）10月 - 住友生命保険が第三者割当増資を引き受け、約7億円を出資。第三位株主となる[22] 。
- 2014年（平成26年）
  - 7月3日 - 伊藤忠商事が発行済株式の24.2%を取得。同社の持分法適用会社となる
- 2015年（平成27年）11月27日 - 日本生命がほけんの窓口グループの子会社であるライフプラザパートナーズの株式を取得。同社を子会社化[23][24][25]。
- 2016年（平成28年）9月 - 本社を東京都千代田区に移転
- 2018年（平成30年）12月 - ポーター賞を受賞。
- 2019年（令和1年）10月29日 - 伊藤忠商事が発行済み株式の57.7%を取得。同社の連結子会社となる。
- 2020年（令和2年）8月20日 - 「国民年金基金」取扱いの開始。
- 2021年（令和3年）10月8日 - 「内部通報制度認証（WCMS認証）」取得。
- 2023年（令和5年）
  - 2月22日 -  「生命保険乗合代理店業務品質評価運営」認定取得。
  - 2月28日 - 株式併合等による資本再編を実行
  - 4月28日 - 伊藤忠商事が持分比率を92.0%とする。

## 取り扱い保険
保険相談・保険見直しを専門とする『ほけんの窓口』では、40社以上の保険商品を取扱っている。
【生命保険】
医療保険、健康増進型保険、がん保険、学資・こども保険、出産・不妊治療のサポート、就業不能保険、終身保険、定期保険、収入保障保険、養老保険、個人年金保険、三大疾病保険、介護保険
【損害保険】
自動車保険、自転車保険、火災保険、地震保険、旅行保険、傷害保険、ゴルファー保険、ペット保険、個人賠償責任保険、所得補償保険

## 最近の協賛
- ほけんの窓口レディース - 2013年〜2022年。前身の「フンドーキンレディース」から改称

## スポンサー番組（過去も含む）
- 日本テレビ系
  - 世界まる見え!テレビ特捜部（2010年10月 - 2013年9月）
  - 踊る!さんま御殿!!（2011年4月 - 2013年9月）
  - 幸せ!ボンビーガール（2013年4月 - 同年9月）
  - 超問クイズ! 真実か?ウソか?（放送開始から）
  - ZIP!
- テレビ朝日系
  - ドデスカ!（メ〜テレ、月曜のみ）
  - アサデス。KBC（KBC、木曜のみ）
  - スーパーJチャンネル（HOME、金曜のみ・メーテレ、木曜・土曜のみ）
  - 徹子の部屋（テレビ朝日、金曜のみ）
  - 駅前TVサタブラ（KAB）
  - ビートたけしのTVタックル → ここがポイント!!池上彰解説塾
- TBS系
  - プレバト!!（MBS制作全国ネット、2017年10月 - ）
- テレビ東京系
  - ありえへん∞世界（TVQのみ）
  - 所さんの学校では教えてくれないそこんトコロ!（2012年1月 - ）
- フジテレビ系
  - FNNみんなのニュースWeekend (土曜のみ)
  - めざましテレビ（tss、木曜のみ）
  - よ～いドン!（KTV、月曜のみ）
  - ひ〜ぷ〜★ホップ（OTV）
- その他
  - 5時に夢中!（TOKYO MX、月曜のみ）
  - ほけんの窓口 森三中大島の「それ、聞いてみたら?」（TOKYO FM・JFN系ラジオ番組、2021年4月3日 - 2022年9月24日）